# Pristomerus arabicus
Pristomerus arabicus là một loài tò vò trong họ Ichneumonidae.